# Hanna Legatis
Hanna Legatis (* 1953) ist eine deutsche Journalistin, Schauspielerin und Rezitatorin. Legatis arbeitete von 1992 bis 2016 beim NDR Fernsehen. Von 2012 bis 2018 war sie Mitherausgeberin des Asphalt-Magazins, das von Langzeitarbeitslosen auf der Straße verkauft wird.

## Leben

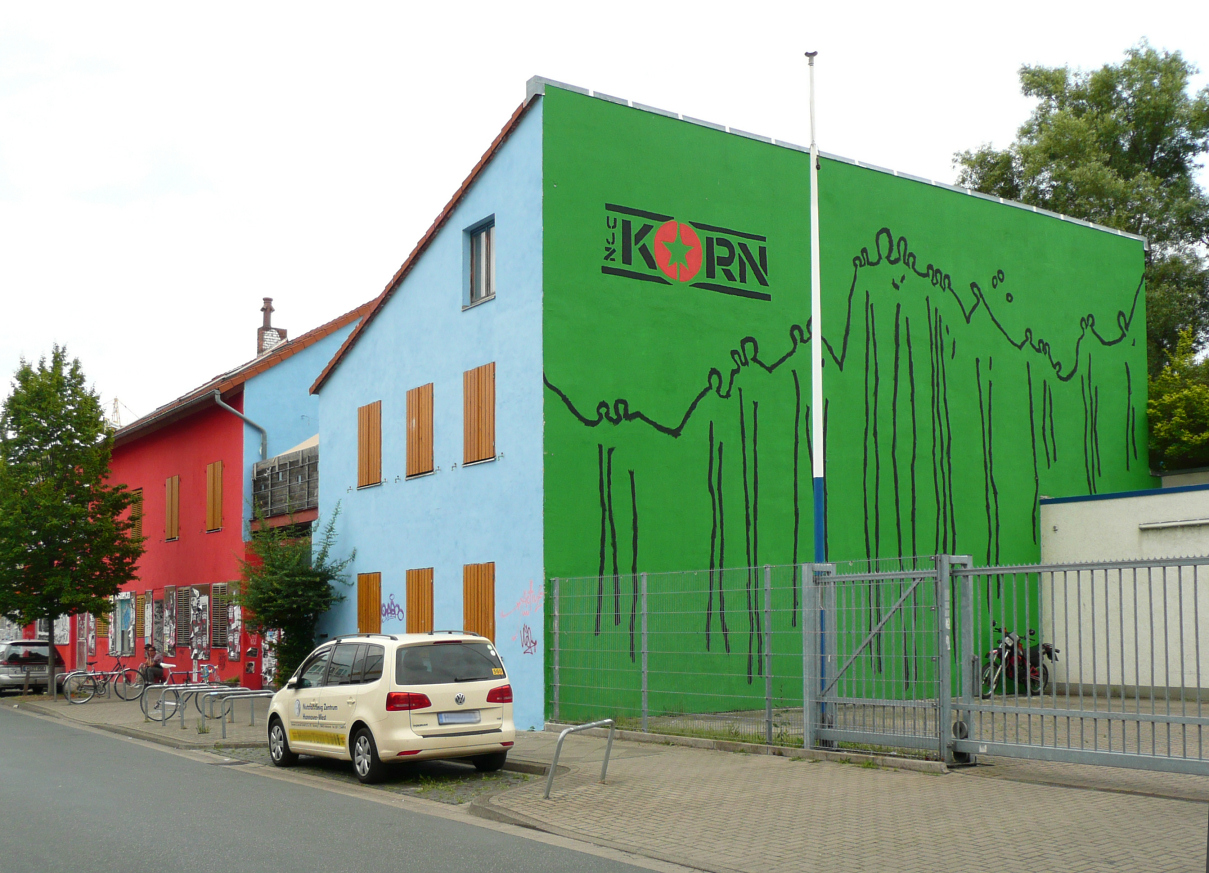
Das UJZ Korn in Hannover, das Hanna Legatis 1972 mitbegründete

Hanna Legatis ist die Tochter des Arztes Gerd Legatis und von Eva-Maria Legatis, geb. Lilje, einer Tochter von Hanns Lilje, dem früheren Landesbischof der Evangelisch-lutherischen Landeskirche von Hannover. Sie wuchs zur Zeit des Wirtschaftswunders in Hannover auf und wurde „im Spannungsfeld zwischen Naturwissenschaft und Kirche“ erzogen. Sie brach den Besuch eines Mädchengymnasiums ab und reiste nach Afghanistan und Amsterdam. „Ich wollte frei sein und allein entscheiden. Unsere Fragen waren: Wie kann man die Gesellschaft verändern? Wie kann man leben?“ 1972 beteiligte sie sich an der Gründung des Unabhängigen Jugendzentrums Kornstraße im Stadtteil Nordstadt in Hannover, das mit dem anderen hannoverschen Unabhängigen Jugendzentrum Glocksee die bundesweit älteste Einrichtung dieser Art ist.
Journalistisch wurde Hanna Legatis zunächst bei der Evangelischen Zeitung für die Kirchen in Niedersachsen tätig, dann im Hörfunk beim Evangelischen Kirchenfunk Niedersachsen (ekn), und anschließend als politische Redakteurin bei Radio ffn und beim Norddeutschen Rundfunk. Ihre ersten Erfahrungen beim Fernsehen sammelte sie beim Privatsender Sat.1, bevor sie 1992 zum Öffentlich-rechtlichen Rundfunk beim NDR Fernsehen wechselte. Ihre erste eigene Rundfunk-Reportage dort handelte über „Neonazis in Ostfriesland“.
Im Jahr 1997 war sie Moderatorin in der Sendereihe Hallo Niedersachsen des NDR; von 1999 bis 2005 moderierte sie die Talkshow Tacheles im NDR. Bis 2003 war sie Leiterin des Göttinger NDR-Studios, von 2003 bis 2005 leitete sie das NDR-Studio in Osnabrück und wechselte danach in die NDR-Sendezentrale in Hannover.
Hanna Legatis gab mit Heiko Geiling von Anfang 2012 bis Ende 2018 das Straßenmagazin Asphalt heraus, das 1994 von Pastor Walter Lampe gegründet und geleitet wurde. Als Motivation führte sie dazu an: „Für eine gute Rebellion muss man nachdenken und der Sache auf den Grund gehen.“

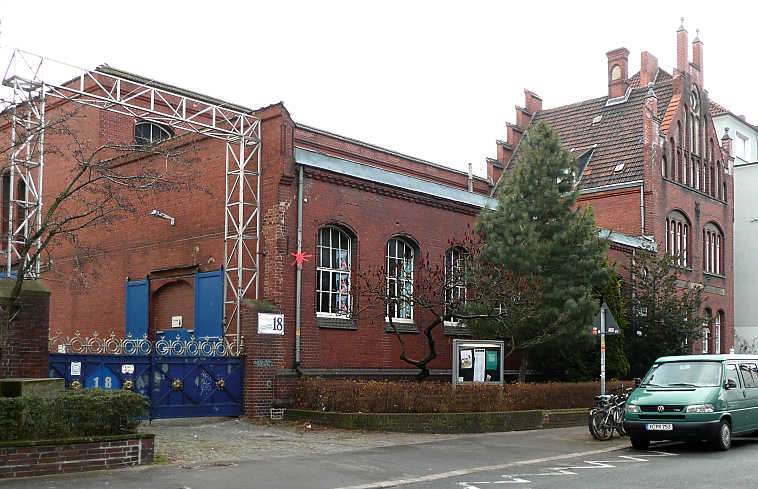
Altes Magazin, Hannover, 2009

Unterdessen hatte Hanna Legatis ihren Traumberuf entdeckt, die Schauspielerei. Sie spielt bei den hannoverschen kammerspielen am Klecks-Theater, einem Freien Theater im Alten Magazin, und beim Staatstheater Braunschweig. 2005 wurde sie Ensemblemitglied beim Berliner Improvisationstheater Goethes Erben. Legatis engagiert sich für die Theaterinitiative Bühnensturm gemeinsam mit ihrem Lebensgefährten Martin-G. Kunze, dem Schauspieler und ehemaligen  Chefredakteur des Evangelischen Kirchenfunks, und der Regisseurin, Dramaturgin, Schauspielerin und Theaterpädagogin Johanna Kunze. Mit der Jazzformation Jordu präsentiert sie Jazz- und Lyrik-Abende, mitunter tritt Legatis auch mit Leseinszenierungen vor das Publikum.
Hanna Legatis hat eine Tochter, Rosa Legatis (* 1975), welche auch als Hörfunk- und Online-Journalistin für den NDR sowie als Moderatorin arbeitete. Hanna und Rosa Legatis treten seit 2014 gemeinsam in Lesungen auf.

## Filme (Auswahl)
- Das Inferno – Die Südheide in Flammen. Dokumentarfilm, Deutschland, 2004, 60 Min., Buch und Regie: Hanna Legatis, Produktion: NDR, Reihe: Norddeutsche Katastrophen, Erstsendung: 1. September 2004 bei NDR über den Waldbrand in der südlichen Heide, 1975.[16]
- Kaliningrad – Träume, Hoffnung, Wirklichkeit. Dokumentarfilm, Deutschland, 2004, 60 Min., Buch und Regie: Hanna Legatis, Produktion: NDR, Erstsendung: 18. Dezember 2004 bei NDR, Inhaltsangabe von kulturforum.info.
- Eschede – Die Todesfahrt. Dokumentarfilm, Deutschland, 2006, 60 Min., Buch und Regie: Hanna Legatis, Produktion: NDR, online-Video, Reportage über den ICE-Unfall von Eschede, 1998.
- Der Harz – Cañons, Wildtiere und Nobelhotels. Dokumentarfilm, Deutschland, 2007, 60 Min., Buch und Regie: Hanna Legatis, Produktion: NDR, Reihe: Landschaften des Nordens, Erstsendung: 26. Oktober 2007 beim NDR, Filminformationen von fernsehserien.de.
- Als die Talsperren in den Harz kamen. Dokumentarfilm, Deutschland, 2011, 43:30 Min., Buch und Regie: Hanna Legatis, Produktion: NDR, Reihe: Unsere Geschichte, Erstsendung: 3. August 2011 bei NDR, Inhaltsangabe von fernsehserien.de.
- Das Trauma von Lengede. Dokumentarfilm, Deutschland, 2013, 43:30 Min., Buch und Regie: Hanna Legatis, Produktion: NDR, Erstsendung: 20. Oktober 2013 bei NDR, Inhaltsangabe von NDR, über Grubenunglück von Lengede, 1963.
- Mauern für die Ewigkeit. Dokumentarfilm, Deutschland, 2012, 58:30 Min., Buch und Regie: Hanna Legatis, Produktion: NDR, Reihe: die nordstory, Erstsendung: 29. März 2013 bei Phoenix, Inhaltsangabe von NDR, (Memento vom 22. Juli 2014 im Internet Archive). Reportage anlässlich der Restaurierung des Klosters Loccum.
- Einst geteilt. Heute vereint? Dokumentarfilm, Deutschland, 2016, 58:30 Min., Buch und Regie: Hanna Legatis, Produktion: NDR, Reihe: nordstory Spezial, Erstsendung: 2. Oktober 2016 bei NDR,  Inhaltsangabe von NDR, (Memento vom 3. Oktober 2016 im Internet Archive).

## Tonträger

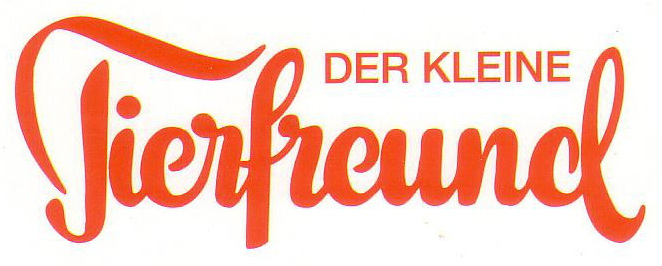
Signet Der Kleine Tierfreund vom Bremer Frühstyxradio

- Mit Dietmar Wischmeyer produzierte Hanna Legatis 1992 beim Bremer Frühstyxradio eine CD mit dem Titel Unsere äußerst flachen Freunde in der Satire-Serie Der kleine Tierfreund, DNB 921270259.